# Предпочтение ликвидности
Предпочтение ликвидности (англ. liquidity preference) — макроэкономическое понятие, обозначающее показатель спроса на денежные средства, трактуемые как ликвидность. Понятие было предложено Джоном Мейнардом Кейнсом в книге «Общая теория занятости, процента и денег», чтобы объяснить зависимость процентной ставки от спроса и предложения на денежные средства. Кейнс исходил из допущения, что существует два вида активов, в которые домашние хозяйства осуществляют инвестиции (вкладывают блага) — деньги и ценные бумаги. Совокупное богатство в экономике равно общему количеству денег и ценных бумаг (сумме величин рыночного предложения денег и рыночного предложения ценных бумаг). Показатель окупаемости инвестиций для денежных средств как альтернативного вида активов, в отличие от ценных бумаг, равен нулю. При росте показателя окупаемости инвестиций для ценных бумаг ожидаемая доходность от владения денежными средствами падает соответственно росту ожидаемой доходности ценных бумаг. Это обуславливает перевод инвестиций из формы денежных средств в форму ценных бумаг.
Таким образом, спрос на денежные средства обратно пропорционален показателю окупаемости инвестиций.